# Luke's Preparedness Preparations
Luke's Preparedness Preparations  è un cortometraggio muto del 1916 prodotto e diretto da Hal Roach e interpretato da Harold Lloyd.

## Produzione
Il film fu prodotto da Hal Roach per la Rolin Films.

## Distribuzione
Distribuito dalla Pathé Exchange, uscì nelle sale cinematografiche USA il 5 novembre 1916.